# Keny Arkana
Keny Arkana es una rapera francesa de origen argentino. Nació el 20 de diciembre de 1982 en Boulogne-Billancourt y se crio en Marsella. Milita por causas próximas a la filosofía altermundialista y la desobediencia civil con La rage du peuple (la rabia del pueblo), colectivo creado en 2004 en Noailles, barrio del centro de Marsella.

## Los inicios
Keny Arkana nace el 20 de diciembre de 1982. Marsellesa, originaria de Argentina, vive una infancia agitada en la que es internada en numerosos hogares de acogida, de los que se escapa en varias ocasiones. Estos sucesos se ven evocados en las canciones Je me barre (Me largo) y Eh, connard (Eh, gilipollas).
Keny Arkana empieza a rapear sus primeros textos a los 12 años. En 1996 empieza a exhibirse delante de sus camaradas del hogar, dándose a conocer en la escena underground en la fábrica abandonada de la Belle de Mai. En esta época se forman dos colectivos, de los cuales ella forma parte de forma sucesiva: Mars Patrie y État-Major.
État-Major, compuesto inicialmente por trece personas (ocho MCs, dos DJs y tres bailarines)  es un trampolín para Keny Arkana. En 2003 aparece un primer maxi vinilo de la mano de un État-Major que por entonces estaba compuesto por Kao Domb’s, Chakra Alpha y DJ Truk. Este grupo le permite darse a conocer al público marsellés. También participa en numerosos recopilatorios, conciertos e incluso emisiones de radio.
En solitario desde 2003, Keny Arkana va afianzando cada vez más su identidad artística. Participa en varios proyectos, como 92100% Hip Hop, Talents Fâchés y OM All Stars. En esta última compilación aparece al lado de artistas y grupos marselleses tales como IAM o Psy4 De La Rime. Interpreta Les Murs de ma ville (los muros de mi ciudad), en la que rinde homenaje a su ciudad. En 2004 saca su primer maxi vinilo, Le Missile est Lancé (el misil está lanzado). Por otro lado funda, en compañía de su representante LTK, su propia estructura de producción llamada La Callita, antes de firmar en 2006 un contrato con el sello Because Music.
También saca el CD titulado l'esquisse.
Keny Arkana nos habla, a través de sus escritos, de los males en la vida, y también de su visión del mundo (la rabia del pueblo, la rage du peuple), lo que le ha supuesto verse asimilada por la esfera de influencia altermundialista, anticapitalista, revolucionaria y anticolonialista del rap francés.

## La carrera
Tras numerosas colaboraciones, Keny Arkana escribe su primer álbum. Este, producido por Enterprise, Karl Korlson y Kilomaître, sale en octubre de 2006 bajo el título Entre Ciment et Belle Étoile (Entre cemento y bella estrella), con el sello Because Music. El título del álbum hace referencia a las noches que le tocó pasar al raso, en la calle, cuando era joven (en francés, « à la belle étoile» significa «al raso»). Este disco enumera sus numerosos combates, particularmente contra la globalización capitalista, la opresión del Estado y el racismo institucional, pero también los momentos difíciles de su infancia. En Eh connard arremete contra el director de un hogar de acogida que consideraba que no tenía ningún futuro. También rinde homenaje a Argentina en la canción Victoria (con letras en español a cargo de Claudio Ernesto González), en la que «destilan toques de esperanza y consciencia».
Da preferencia a la militancia, definiéndose no como una rapera, sino como una contestataria que hace rap.
En 2004, participa en la fundación del colectivo La Rage du Peuple (la rabia del pueblo), que milita por «una cólera positiva, federativa, portadora de esperanza y de cambio». También interviene en numerosos foros altermundialistas en África y América del Sur y publica un documental titulado «Un autre monde est possible» (otro mundo es posible), rodado a lo largo de sus peregrinaciones por Brasil, Mali, México y Francia.
En la primavera de 2007, Keny Arkana anula los conciertos que tenía programados, debido a una organización poco eficaz de los mismos («las personas honestas no son muy competentes, y las personas competentes no son muy honestas»)), lanzando una llamada a los «sin voz» a fin de construir otro mundo para la juventud. Durante el verano, participa en varios festivales (Vieilles Charrues,  Dour…), y en otoño hace una gira francesa, destacando especialmente su actuación en el Olympia de París. El 23 de septiembre actúa en plena calle en el barrio de los Pâquis de Ginebra, Suiza. Este concierto salvaje, llevado a cabo sobre un Carrefour, en plena mitad de la calle, fue en apoyo al centro ocupa de Ginebra (en respuesta al desalojo forzoso de la casi totalidad de los okupas ginebrinos). En octubre de 2007 su primer álbum, l’esquisse, que ya había vendido más de sesenta mil copias, es reeditado.
En noviembre de 2007, en tanto que prosigue con su gira nacional, La tête dans la lutte (la cabeza en la lucha), interpreta en los premios Constantin la canción Nettoyage au Kärcher (limpieza con karcher). Según la revista l’Express, «Keny Arkana inicia las hostilidades. La rapera se pone en marcha cual si fuera un pitbull. "¿Dónde está la escoria más grande? ¡En el Eliseo!" Sus compañeros salen a escena y hacen como si se deshicieran de un compinche ataviado imitando a Sarkozy. Buscamos en vano con la mirada a la ministra de Cultura. A la mañana siguiente sabremos, a través de las columnas del Parisien, que a Christine Albanel le fue sabiamente aconsejado que se instalara en la sala tras la actuación de Keny Arkana».
En 2008, Keny Arkana hace de telonera en muchos de los conciertos de Manu Chao, y además actúa en numerosos festivales, como los Eurockéennes. También lanza su nuevo álbum, Désobéissance (desobediencia), en el que fustiga el establecimiento de un nuevo orden mundial y contra el cual llama a la «desobediencia civil».
Keny Arkana denuncia el uso de organismos modificados genéticamente, los problemas medioambientales tales como la sobreexplotación de los recursos, la contaminación del aire, de los mares, de los ríos y de los suelos, la crisis de la biodiversidad y la extinción masiva de las especies, la deforestación, la patente de seres vivos, particularmente de especies vegetales por parte de grandes multinacionales estadounidenses; la globalización de la vigilancia electrónica (entre las imágenes que ilustran la portada del álbum se encuentra el brazo de un bebé que tiene tatuado un código de barras y las siglas RFID) y de una forma más generalizada la guerra económica orquestada por los poderosos de este mundo.
El 14 de abril, día para el que estaba prevista la salida de un nuevo disco de Keny Arkana, su representante anunció por Facebook que este saldrá finalmente el día 23 de mayo. El segundo disco de Keny Arkana, titulado "Tout Tourne Autour Du Soleil", finalmente salió al mercado el 3 de diciembre de 2012. 

## Videoclip tergiversado
En abril de 2007, un simpatizante del Frente Nacional modifica el videoclip de «La Rage» («la rabia») y el tema «Nettoyage au Kärcher» con fines electorales. A este respecto, Keny Arkana publicará una nota en la cual afirma:

Defensora de una revolución de base y anti-institucional, insisto en recordar que no apoyo a ningún candidato, todavía menos al del Frente Nacional, y que el vídeo entra en contradicción absoluta con los valores que yo siempre he defendido.

No voy a permanecer indiferente a esta modificación pérfida y escandalosa de mi música y de mi mensaje, pero esto deja en evidencia su descarada estrategia de propaganda, que no por ello deja de ser un ataque contra mi obra.
El combate continúa. ¡Viva la resistencia!

También escribirá su respuesta a modo de rap en un mp3 difundido desde el 19 de abril de 2007 que se titula «le Front de la Haine» («el «frente del odio»).

## Discografía
- 2003: Volume 1 (EP, con Etat-Major)
- 2004: Le missile est lancé (EP)
- 2005: L'esquisse (mixtape)
- 2006: La rage (la rabia del pueblo) (EP)
- 2006: Entre ciment et belle étoile (álbum)
- 2008: Désobéissance (álbum)
- 2011: L'esquisse 2 (mixtape)
- 2012: Tout tourne autour du soleil (álbum)
- 2017: L'esquisse 3 (mixtape)

## Colaboraciones
- 1999: Face cachée de Mars (con Chiraz, compilación Face cachée de Mars).
- 2002: Etat Major con Mama Chi et Funkfenec (streetape Guerilla Psychik volumen 2).
- 2003: Mise À L'Amende (compilación Talents Fâchés).
- 2004: Les murs de ma ville (compilación OM All-Star).
- 2005: Tueuse Née (versión alternativa con Kayna Samet, inédito).
- 2005: Ice Cream Remix (conLe Remède, street-tape, volumen 1).
- 2005: Jeunesse d'Occident (compilatció Stallag 13 Street Skillz).
- 2005: Style libre (compilación Rap Performance, disco 2)
- 2006: Faut batailler (con 100%Casa, compilación Crapstape, volumen 1).
- 2006: Musique Salvatrice (con Kalash l'afro, compilación Duos de chocs, volumen 2).
- 2006: Un pavé de plus (Compilation rappeurs français Hostile 2006).
- 2007: Le Front de la Haine
- 2007: Face aux Passions (conl'Algérino, compilaciónn Chroniques de Mars, volumen 2).
- 2007: Je Dois Tout Au Rap (con Mars One)
- 2007: Libre maintenant (con Ak1)
- 2007: De Buenos Aires A Kinshasa (con Monsieur R, álbum Le Che, Une braise qui brûle encore según el libro de Olivier Besancenot)
- 2007: Pourquoi je rappe (un tema de l'Eska crew, con K. Arkana)
- 2008: Le Temps Passe Et Cours (compilación con Taf 2)
- 2008: La cause con el grupo La Phaze
- 2009: Rappel à l'ordre presentando raperos y policías con el Brigadier [COLLECTIVO LES REBEUX DES BOIS]
- 2009: Appelle moi camarade (Ministère des Affaires Populaires, Les Bronzés font du Chti)
- 2009: Fruits de la zone featuring TLF sur la mixtape Talents Fachés 4 coins de la France
- 2009: Appel d'Urgence Révolution Urbaine con Keny Arkana en el álbum l'histoire ne fait que commencer (22 de junio de 2009)
- 2009: Pas peur du micro (con SMOD)
- 2009: Tu verras dans nos yeux Mik Delit presenta a Keny Arkana y Soprano.
- 2009: 13 Soldats Mik Delit presenta a Keny Arkana, Kalash L'Afro y autres.
- 2009: Un autre monde Casus Belli presenta a Keny Arkana. [Cas de guerre]
- 2010: C'est pourquoi (presenta a SN, en la compilació Marseille Rap 2010)
- 2010: Vox Populis Sat L'Artificier presenta a Keny Arkana y RPZ. (Diaspora)